# Karovići na Batovci
Karovići na Batovci su naseljeno mjesto u općini Čajniču, Republika Srpska, BiH. Nalaze se između rijeka Batovke i Krvnice.
Godine 1985. pripojeno im je naselje Vihnići, i preimenovani su u Karoviće, dok su stari Karovići pripojeni Tubrojevićima (Sl.list SRBiH, br.24/85).

## Stanovništvo
| Narod     | Popis 1961. | Popis 1971. | Popis 1981. | Popis 1991. |
| --------- | ----------- | ----------- | ----------- | ----------- |
| Hrvati    |             |             |             |             |
| Muslimani | 277         | 243         | 156         |             |
| Srbi      |             |             | 4           |             |
| ostali    |             | 1           |             |             |
| Ukupno    | 277         | 244         | 160         |             |